# Ubi caritas
Ubi caritas là một bài thánh ca khá nổi tiếng trong Kitô giáo Tây phương. Giai điệu Bình ca Gregoriano của nó được sáng tác vào khoảng thế kỷ thứ 4 đến thứ 10, mặc dù một số học giả cho rằng văn bản đó đã có từ thời Kitô giáo sơ kỳ, trước khi có Thánh lễ chính thức. Trong Giáo hội Công giáo Rôma, bài Ubi caritas thường được hát trong buổi Chầu Thánh Thể, nghi thức truyền phép Thánh Thể và nghi thức rửa chân trong ngày Thứ năm Tuần Thánh (Thánh Lễ Tiệc Ly). Nó cũng được sử dụng như là một bài thánh ca trong Anh giáo và Giáo hội Lutheran.
Sách Lễ Rôma ấn bản 1975 đã thay đổi và mở rộng câu này thanh "Ubi caritas est vera, Deus ibi est.", nghĩa là: "Nơi đâu có lòng bác ái thực sự thì nơi ấy có Thiên Chúa." Năm 1978, nhạc sĩ Jacques Berthier đã phổ nhạc cho đoạn Ubi caritas dùng trong Cộng đoàn Taizé, ông chỉ sử dụng những lời này làm điệp khúc, lấy cảm hứng từ Thư thứ nhất gửi tín hữu Côrintô 13:2-8. Phiên bản gần đây của bài thánh ca dành cho ca đoàn được sáng tác bởi David Conte và giáo sư Paul Mealor của Đại học Aberdeen mang tên Ubi Caritas et Amor, được sử dụng trong Lễ cưới của Hoàng tử William và Catherine Middleton hồi năm 2011.

## Text
| Bản Latin gốc | Tiếng Anh | Tiếng Pháp | Tiếng Đức | Tiếng Việt |
| --- | --- | --- | --- | --- |
| Ubi caritas et amor, Deus ibi est. Congregavit nos in unum Christi amor. Exsultemus, et in ipso jucundemur. Timeamus, et amemus Deum vivum. Et ex corde diligamus nos sincero. Ubi caritas et amor, Deus ibi est. Simul ergo cum in unum congregamur: Ne nos mente dividamur, caveamus. Cessent iurgia maligna, cessent lites. Et in medio nostri sit Christus Deus. Ubi caritas et amor, Deus ibi est. Simul quoque cum beatis videamus, Glorianter vultum tuum, Christe Deus: Gaudium quod est immensum, atque probum, Saecula per infinita saeculorum. Amen. | Where charity and love are, God is there. Christ's love has gathered us into one. Let us rejoice and be pleased in Him. Let us fear, and let us love the living God. And may we love each other with a sincere heart. Where charity and love are, God is there. As we are gathered into one body, Beware, lest we be divided in mind. Let evil impulses stop, let controversy cease, And may Christ our God be in our midst. Where charity and love are, God is there. And may we with the saints also, See Thy face in glory, O Christ our God: The joy that is immense and good, Unto the ages through infinite ages. Amen. | Là où sont la charité et l'amour, Dieu est présent. L'amour du Christ nous a rassemblés et nous sommes un. Exultons et réjouissons-nous en lui. Craignons et aimons le Dieu vivant et aimons-nous les un aux autres d'un coeur sincère. Là où sont la charité et l'amour, Dieu est présent. Ne formons donc tous qu'un seul corps: Ne soyons pas divisés de cœur, prenons garde. Cessent les querelles méchantes, cessent les disputes. Et que le Christ soit au milieu de nous. Là où sont la charité et l'amour, Dieu est présent. Qu'avec les bienheureux, nous voyions Votre glorieux visage, ô Christ Dieu, Joie immense et divine; Pendant la durée infinie des siècles. Ainsi soit-il. | Wo Liebe und Güte sind, da ist Gott. Die Liebe Christi hat uns als eins versammelt. Lasst uns freuen und fröhlich in ihm sein. Lasst uns fürchten und lieben den lebendigen Gott. Lasst uns einander aufrichtig von Herzen lieben. Wo Liebe und Güte sind, da ist Gott. Da wir also zugleich zu einem versammelt sind: Nehmen wir uns in acht, dass wir nicht im Geiste getrennt werden. Üble Zänkereien mögen aufhören, die Streitigkeiten (mögen) nachlassen. Und in der Mitte von uns sei (der) Gott Christus. Wo Güte und Liebe sind, da ist Gott. Dass auch wir mit den Seligen schauen dein Angesicht in Herrlichkeit, Christus Gott: Die Freude, die übergroße und gute, in nie endender Ewigkeit. Amen. | Nơi đâu có lòng bác ái và tình yêu thương thì nơi đó có Thiên Chúa. Tình yêu của Chúa Kitô liên kết chúng ta nên một. Chúng ta hãy mừng vui và hoan hỉ trong Ngài. Chúng ta hãy kính yêu Thiên Chúa hằng sống. Và chúng ta hãy yêu thương nhau bằng trái tim chân thành. Nơi đâu có lòng bác ái và tình yêu thương thì nơi đó có Thiên Chúa. Ví như chúng ta được liên kết trong một thân thể, thì cũng hãy canh chừng kẻo bị chia rẽ trong tâm hồn. Để đẩy lùi sự dữ thì chúng ta hãy dừng việc xung khắc lẫn nhau, để Chúa Kitô Chúa chúng ta ở giữa chúng ta. Nơi đâu có lòng bác ái và tình yêu thương thì nơi đó có Thiên Chúa. Để chúng ta cùng với các vị chư thánh, được nhìn thấy Nhan Thánh vinh quang. Lạy Chúa Kitô Chúa chúng con: Là niềm hân hoan và tốt lành dường bao, Cho đến muôn thuở muôn đời. Amen. |